# Regierungsbezirk Merseburg
Der Regierungsbezirk Merseburg bestand von 1815 bis 1944 und von 1945 bis 1947 in der preußischen Provinz Sachsen und dann im Land Sachsen-Anhalt (1947–1952) der Sowjetischen Besatzungszone und der frühen Deutschen Demokratischen Republik.

## Geschichte
Er war neben dem Regierungsbezirk Magdeburg und dem Regierungsbezirk Erfurt einer der drei Regierungsbezirke, die 1815 bei Gründung der preußischen Provinz Sachsen gebildet wurden. Er wurde im Laufe der Geschichte  mehrmals in seinen Grenzen verändert und bestand bis zur Aufteilung der Provinz Sachsen am 1. Juli 1944. An seine Stelle trat dabei die preußische Provinz Halle-Merseburg. 
Diese wurde dann im Zuge der Bildung des Landes Sachsen-Anhalt (1945–1947) wieder durch den am 23. Juli 1945 wiedereingerichteten Regierungsbezirk Merseburg ersetzt, neben den Regierungsbezirken Dessau für den ehemaligen Freistaat Anhalt und Magdeburg für die ehemalige preußische Provinz gleichen Namens. Bei der Reform der Landesverwaltung wurden diese Bezirke zum 30. Juni 1947 aufgelöst. Im Zusammenhang mit der Verwaltungsreform von 1952 kam das ehemalige Bezirksgebiet an den Bezirk Halle der DDR.

## Verwaltungsgliederung

### 1815–1944
Stadtkreise:
1. Eisleben (1908–1950)
2. Halle (Saale) (seit 1815)
3. Merseburg (1921–1950)

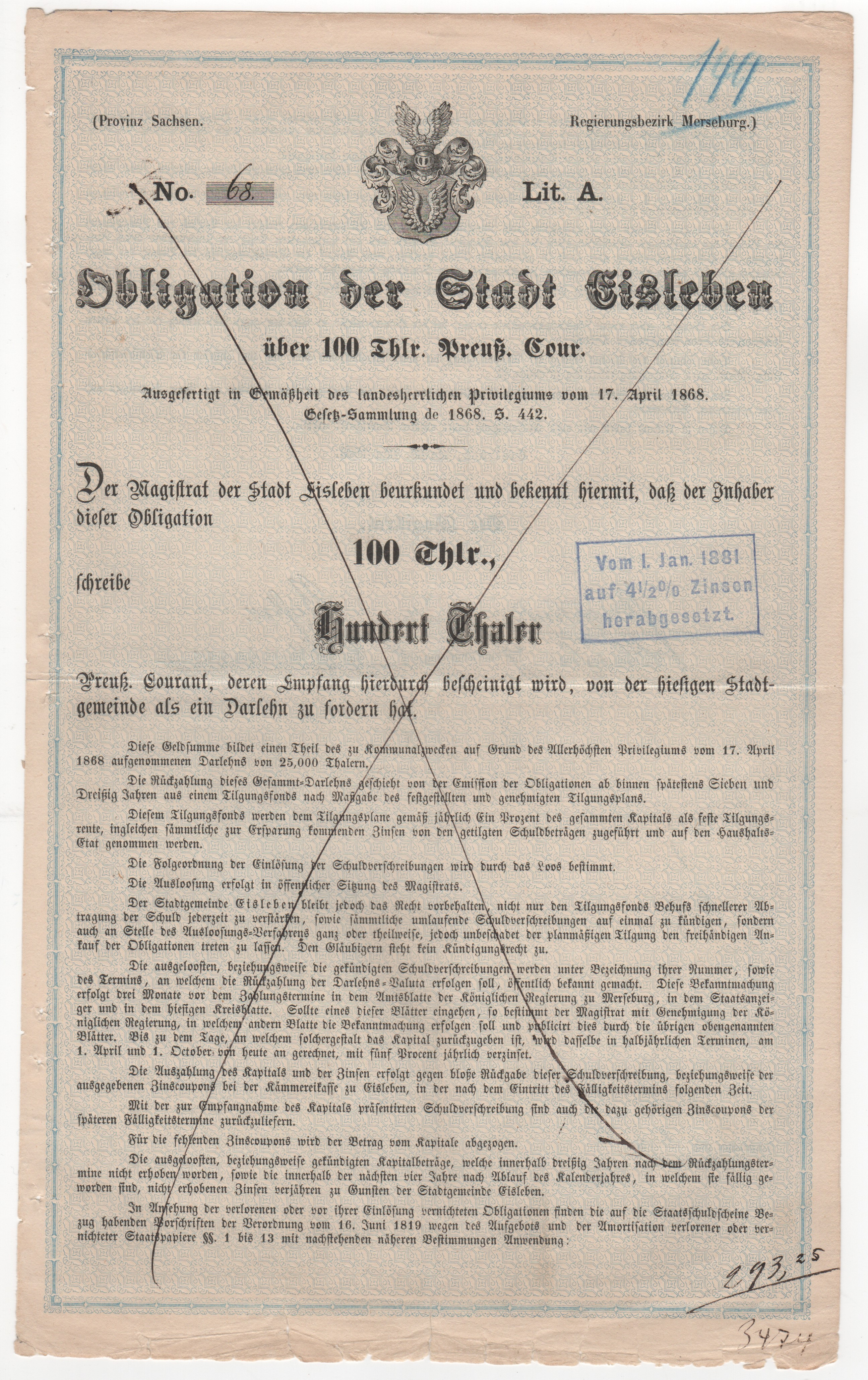
Obligation der Stadt Eisleben im Regierungsbezirk Merseburg der Provinz Sachsen vom 29. Mai 1868

4. Naumburg (Saale) (1816–1818 und 1914–1950)
5. Weißenfels (1899–1950)
6. Wittenberg (1922–1950; ab 1938 Zusatz Lutherstadt)
7. Zeitz (1901–1950)

Landkreise:
1. Bitterfeld
2. Delitzsch
3. Eckartsberga
4. Liebenwerda
5. Mansfelder Gebirgskreis
6. Mansfelder Seekreis
7. Merseburg
8. Naumburg (1818–1932)
9. Querfurt
10. Saalkreis
11. Sangerhausen
12. Schweinitz
13. Torgau
14. Weißenfels
15. Wittenberg
16. Zeitz

### 1945–1947
Am 23. Juli 1945 errichtete Sachsen-Anhalt drei Bezirksverwaltungen, eine namens Dessau für den ehemaligen Freistaat Anhalt, eine in Magdeburg für die ehemalige preußische Provinz gleichen Namens und eine in Merseburg für die ehemalige preußische Provinz Halle-Merseburg. 
Stadtkreise:
1. Eisleben (1908–1950; ab 1946 Zusatz Lutherstadt)
2. Halle (Saale) (seit 1815)
3. Merseburg (1921–1950)
4. Naumburg (Saale) (1914–1950)
5. Weißenfels (1899–1950)
6. Lutherstadt Wittenberg (1922–1950)
7. Zeitz (1901–1950)

Landkreise:
1. Bitterfeld
2. Delitzsch
3. Eckartsberga
4. Liebenwerda
5. Mansfelder Gebirgskreis
6. Mansfelder Seekreis
7. Merseburg-Land
8. Querfurt
9. Saalkreis
10. Sangerhausen (1. Oktober 1945 thüringische Exklave Allstedt vom Kreis Weimar)
11. Schweinitz
12. Torgau
13. Weißenfels-Land
14. Wittenberg-Land
15. Zeitz-Land

## Regierungspräsidenten
- 1816–1822: Moritz Haubold von Schönberg
- 1822–1825: Hoyer
- 1825–1830: Gustav von Brenn
- 1831–1834: Gustav von Rochow
- 1834–1835: Wilhelm von Bonin
- 1835–1838: August Werner von Meding
- 1838–1841: Adolf Heinrich von Arnim-Boitzenburg
- 1841–1848: Friedrich von Krosigk
- 1848–1850: Hartmann von Witzleben
- 1851–1861: Busso von Wedell
- 1861–1876: Robert Rothe
- 1876–1894: Gustav von Diest
- 1894–1897: Constantin zu Stolberg-Wernigerode
- 1898–1909: Eberhard von der Recke
- 1909–1910: Hans von Eisenhart-Rothe
- 1910–1922: Wolf von Gersdorff
- 1922–1924: Karl Bergemann
- 1925–1928: Walther Grützner
- 1929–1932: Ernst von Harnack
- 1932–1943: Robert Sommer
- 1944–1945: Friedrich Uebelhoer
- 1945: Max Götte (unter US-amerikanischer Besatzung bis Juli 1945)
- 1945–1946: Siegfried Berger
- 1946–1947: Otto Gotsche